# Гомельский авторемонтный завод
ОАО Гомельский авторемонтный завод (ГАРЗ) — белорусское авторемонтное предприятие располагавшееся в городе Гомель. Основан в 1939 году. В 2014 году признан банкротом. Основной продукцией предприятия в 2005 — 2014 годах было производство автобусов малой вместимости под маркой «Радимич» (бел. Радзімiч).

## История
Гомельский авторемонтный завод (ГАРЗ) был основан в 1939 году в Гомеле на базе авторемонтных мастерских. После войны основной продукции предприятия стал капитальный и восстановительный ремонт грузовых автомобилей марок ГАЗ и ЗиС (ЗиЛ). В 1966 году на заводе был построен оригинальный автобус малой вместимости с кузовом вагонного типа на шасси грузового автомобиля ГАЗ-51А, внешне схожий с автобусами Черниговского завода специализированного автотранспорта (ЧЗСА). В 1972 году завод вошёл в производственное объединение «Авторемонт». К 1970-м годам завод стал специализироваться на ремонте автобусов марок ЛАЗ, ЛиАЗ, Икарус, легковых автомобилей ГАЗ-24, (в том числе производства на их базе автомобилей с кузовом пикап), микроавтобусов РАФ и фургонов ЕрАЗ.
После распада СССР завод переживал трудные времена. В 2005 году Гомельский авторемонтный завод становится дилером в Республике Беларусь автобусного завода «Богдан» (Украина). Тогда же принято решение и о начале отвёрточной сборки, на заводе, автобусов марки «Богдан» (по лицензии Isuzu), но под собственным именем «Радимич», по названию славянского племени жившего на территории юга современной Беларуси. В 2009 году прекращен капитальный ремонт автобусов «Икарус», ПАЗ и ЛАЗ.
В период с 2009 по 2013 годы создан ряд новых моделей автобусов (А421, А422 и другие), а также построены опытные образцы грузовых автомобилей моделей 3301 и 3302 на основе автомобилей марок Isuzu и DongFeng. Основным рынком сбыта автобусов «Радимич» стал внутренний, эти автобусы использовались и используются на пригородных маршрутных, межрайонных и межобластных пассажирских перевозках в Беларуси. Предприятие оказывало услуги по ремонту автотранспорта, реализовало товары народного потребления, деловые отходы, выполняло заказы по плазменной резке металла.
28 октября 2014 года решением Гомельского суда предприятие признано банкротом и перешло к ЧКУП «Аланта Эксперт» (г. Мозырь).

## Продукция
- Автобус А092 «Багдан»
- Грузовой автомобиль 3301 «Радзімiч»
- Грузовой автомобиль 3302 «Радзімiч»
- Автобус А421 «Радзімiч»
- Автобус А422 «Радзімiч»
- Автобус А280 «Ікарус»